# Tamarindo (Paita)
Tamarindo es una villa peruana, capital del distrito homónimo, perteneciente a la provincia de Paita del departamento de Piura, en el norte del Perú.

## Demografía
En el 2017 Tamarindo tenía una población de 3380 habitantes, según el INEI.
| Gráfica de evolución demográfica de Tamarindo entre 1993 y 2017 |
|                                                                 |
| Fuentes: Población 1993 y 2017                                  |